# 杭昌高速铁路
杭昌高速铁路，又称杭昌客运专线，是一条连接浙江省杭州市与江西省南昌市的高速铁路，可分为杭黄段（杭黄客运专线）和黄昌段（昌景黄铁路）。其中杭黄段从杭州市江干区的杭州东站出发，沿途通过（浙江省）杭州市下辖的萧山区、富阳区、桐庐县、建德市、淳安县，（安徽省）宣城市下辖的绩溪县和黄山市下辖的歙县，终到黄山市屯溪区新潭镇（原属徽州区西溪南镇）的黄山北站，全长约287公里（从杭州东站计），速度目标值为250公里/小时，工程投资估算总额367.9亿元，2014年6月開始建設，2018年12月25日开通运营；黄昌段位于赣东北、皖南地区，西起江西省南昌市，途径景德镇市，东至安徽省黄山市，正线全长289.908km，联络线长29.383km，项目初设批复总投资470.45亿元，主要技术标准为客运专线、时速350公里，2023年12月27日通车。

## 建设历史

### 杭黄段
2010年7月26日《新建杭州至黄山铁路工程环境影响报告书（简本）》公示。建成后杭州黄山两地间乘客可以乘高铁直达，途中只需一个半小时。
2013年8月19日《新建铁路杭州至黄山铁路工程变更环境影响评价第二次公示》发布。
2014年7月杭黄高铁先行工程，全长12.01千米的清凉峰隧道经中国铁路总公司批复后提前开始建设，这条隧道位于浙皖交界，是杭黄铁路上最长的隧道，也是浙江最长的隧道。而全线也于当年10月正式开工建设。
2017年3月8日，杭黄客运专线开始铺轨工作：首根长钢轨在黄山北站由中铁四局在车站站前Ⅳ标处顺利铺下，标志着杭黄客专建设由土建转为铺轨阶段。
2017年11月14日，位于杭州市萧山区的传芳特大桥架梁工程完工，标志着整条客运专线主体工程全线贯通。
2018年9月11日，杭黄客运专线开始联调联试，11月完成联调联试工作。11月11日起启动列车运行图参数测试工作。
2018年12月20日，在杭州都市圈交通专业委员会第十二次专题会议上，黄山市相关负责人表示杭黄高铁将于12月25日开通运营。根据铁路部门公告，杭黄高铁先期共安排开行动车组列车11对，相关车票自12月24日起发售。首发列车为12月25日8:34分从杭州东站开出的D9551次，列车于10:30分抵达黄山北站。杭黄高铁开通初期，沿线旅游景区也向旅客开展优惠活动。
2019年1月5日调图后，该线将开行36对列车，其中日常线33对、周末线1对、高峰线2对。
2020年8月7日，杭州市发改委在答复人大代表齐力时称，积极研究在通勤时段利用杭黄高铁开行市郊列车的方案。

### 黄昌段

#### 规划
2015年初景德镇提出将昌景黄高铁纳入国家规划，当时有媒体报道这条线路规划时速为250公里/小时，2016年初的景德镇市常委会工作报告提到本工程已经被纳入江西省‘十三五’规划的建议以及国家铁路“十三五”规划初步方案。
2016年7月13日，国家政府部门发布了关于印发《中长期铁路网规划》的通知，通知中的中长期铁路网规划 (2016年)确认了将建设高速铁路连接线南昌～景德镇～黄山段。
该线在南昌枢纽新建第三客站南昌东站，衔接京九高铁（规划），同步引入南昌南站、修建南昌南站至昌福铁路唐村线路所的南昌枢纽南部客运环线（简称“南环客线”），衔接沪昆高铁南昌西站。正线自南昌东站引出向东，跨越鄱阳湖平原，经进贤、余干、鄱阳县，在景德镇北站与九景衢铁路共站，经祁门、黟县引入黄山北站。其中，江西段正线全长200.318km，联络线长29.383km，正线桥梁87座/156.3km，正线隧道19座/17.9km，桥隧总长174.2km，占线路总长的86.9%，设南昌东、军山湖、余干、鄱阳南、景德镇北、乐平北（预留）、瑶里、祁门南、黟县南、黄山北等10座车站。

#### 前期准备
2017年6月20日，《新建铁路南昌至景德镇至黄山铁路（江西段）社会稳定风险分析公示》，7月26日《关于新建铁路南昌至景德镇至黄山铁路安徽段社会稳定风险分析评估相关事项的公示》，9月1日《关于新建铁路南昌至景德镇至黄山铁路（江西段）规划选址的批前公示》，12月11日规划选址的公示。12月29日，国家发展改革委同意《关于新建南昌经景德镇至黄山铁路可行性研究报告的批复》。
2018年6月21日，《新建铁路南昌至景德镇至黄山铁路环境影响评价第二次公示及简本》公布，7月9日《新建南昌至景德镇至黄山铁路环境影响报告书全文公示》公布，8月2日生态环境部开始受理本项目，9月27日生态环境部批复本项目。10月17日，该项目初步设计获中国铁路总公司、江西省人民政府、安徽省人民政府联合批复。

#### 建设
2018年12月25日，江西省委书记刘奇、省长易炼红在景德镇出席了昌景黄高速铁路（江西段）建设开工大会。江西段总投资347.13亿元。计划工期4年。预计2023年4月建成投运。 
2021年9月12日，昌景黄铁路江西段石牛山隧道顺利贯通。该隧道为全线第二长隧道，同时也是架梁通道上最长隧道。12月8日，安徽段西武岭隧道顺利贯通。该隧道为全线最长隧道，也是安徽省最长的高铁隧道。
2022年4月3日，江西段首座大跨度连续梁合龙。6月8日，安徽段开始铺轨。7月29日，安徽段完成正线铺轨。8月8日，江西段最长隧道，瑶里隧道顺利贯通。12月15日，全线进入铺轨阶段。
2023年4月26日，昌景黄高铁全线铺轨贯通。6月8日，全线进入静态验收阶段。8月22日，全线送电成功。8月25日，昌景黄高铁正式进入联调联试阶段。10月26日，全线开始试运行。
2023年12月27日，昌景黄高铁正式通車，屆時來往南昌至景德鎮最快50分左右，來往南昌至黃山最快1小時45分。

## 沿线车站
杭昌高速铁路共设19个车站，由东向西分别为：杭州东、杭州南、富阳、桐庐、建德、千岛湖、三阳、绩溪北、歙县北、黄山北、黟县东、祁门南、浮梁东、景德镇北、乐平北、鄱阳、余干、进贤北、南昌东。其中三阳站此前规划作为杭昌高铁杭黄段的越行站，主要为列车运行时调控、编组和维修使用，之后经当地政府争取最终升级为客运站。
| 杭昌高速铁路 |                |          |                        |                                                 |                                                          |          |
|              |                |          |                        |                                                 |                                                          |          |
| 车站名称     | 所在区域       | 所在区域 | 里程 (km) 杭州东站起计 | 连接铁路                                        | 城市轨道交通 转乘路线                                    | 站场规模 |
| 杭州东站     | 浙江省杭州市   | 上城区   | 0                      | 沪昆客运专线 杭甬客运专线 宁杭客运专线 沪昆铁路 | 杭州地铁1号线 杭州地铁4号线 杭州地铁6号线 杭州地铁19号线 | 15台30线 |
| 杭州南站     | 浙江省杭州市   | 萧山区   | 16                     | 沪昆客运专线 杭甬客运专线 沪昆铁路 萧甬铁路     | 杭州地铁5号线                                            | 7台21线  |
| 富阳站       | 浙江省杭州市   | 富阳区   | 61                     |                                                 |                                                          | 2台4线   |
| 桐庐站       | 浙江省杭州市   | 桐庐县   | 99                     | 商杭客运专线                                    |                                                          | 2台4线   |
| 建德站       | 浙江省杭州市   | 建德市   | 138                    | 金建铁路 杭衢铁路                               |                                                          | 2台5线   |
| 千岛湖站     | 浙江省杭州市   | 淳安县   | 169                    |                                                 |                                                          | 2台6线   |
| 三阳站       | 安徽省黄山市   | 歙县     | 218                    |                                                 |                                                          | 2台4线   |
| 绩溪北站     | 安徽省宣城市   | 绩溪县   | 247                    | 合福客运专线                                    |                                                          | 5台14线  |
| 歙县北站     | 安徽省黄山市   | 歙县     | 270                    | 合福客运专线                                    |                                                          | 3台8线   |
| 黄山北站     | 安徽省黄山市   | 屯溪区   | 288                    | 合福客运专线                                    |                                                          | 7台17线  |
| 黟县东站     | 安徽省黄山市   | 黟县     | 312                    | 池黄高速铁路                                    |                                                          | 2台8线   |
| 祁门南站     | 安徽省黄山市   | 祁门县   | 347                    |                                                 |                                                          | 2台4线   |
| 浮梁东站     | 江西省景德镇市 | 浮梁县   | 390                    |                                                 |                                                          | 2台4线   |
| 景德镇北站   | 江西省景德镇市 | 珠山区   | 420                    | 衢九铁路                                        |                                                          | 5台13线  |
| 乐平北站     | 江西省景德镇市 | 乐平市   | 450                    |                                                 |                                                          | 2台4线   |
| 鄱阳站       | 江西省上饶市   | 鄱阳县   | 481                    |                                                 |                                                          | 2台6线   |
| 余干站       | 江西省上饶市   | 余干县   | 510                    |                                                 |                                                          | 2台4线   |
| 进贤北站     | 江西省南昌市   | 进贤县   | 541                    |                                                 |                                                          | 2台4线   |
| 南昌东站     | 江西省南昌市   | 青山湖区 | 576                    | 昌九客运专线 昌赣客运专线                       | 南昌地铁2号线 （东延段，建设中）                         | 6台13线  |

## 线路特色
杭昌客运专线杭黄段的建设秉承“美丽杭黄，生态高铁”的理念，在最大限度上对工程施工占用的土地进行合理复垦和复绿，确保整条铁路实现“四季常绿、三季有花、乔灌结合”的目标。在富春江大桥施工过程中，针对厚卵石、高流速的特殊地质特点，项目部采用钢护筒分节跟进法、“柔性下放”工艺和设置抗拔桩等新技术。在车站建设上，则融入了徽派文化、吴越文化、当地历史印记与文化传承，以及新时代特征元素。